# София Луиза фон Мекленбург-Шверин
София Луиза фон Мекленбург-Шверин (на немски: Sofie Luise von Mecklenburg-Schwerin; Sophie Luise, Herzogin zu Mecklenburg-Schwerin; * 16 май 1685, Грабов; † 29 юли 1735, Шверин) е херцогиня от Мекленбург-Шверин и втората кралица на Прусия (1706 – 1713), третата съпруга на пруския крал Фридрих I.

## Произход
Дъщеря е на херцог Фридрих фон Мекленбург (1638 – 1688) и съпругата му ландграфиня Христина Вилхелмина фон Хесен-Хомбург (1653 – 1722), дъщеря на ландграф Вилхелм Христоф фон Хесен-Хомбург и София Елеонора фон Хесен-Дармщат.

## Кралица на Прусия
София Луиза фон Мекленбург-Шверин се омъжва на 28 ноември 1708 г. на 23 години в Берлинския дворец за петдесетгодишния пруски крал Фридрих I (1657 – 1713), син на курфюрст Фридрих Вилхелм фон Бранденбург и на принцеса Луиза Хенриета фон Дасау-Диленбург. Той е първият крал на Прусия (1701 – 1713). Тя е третата му съпруга. Бракът е бездетен.
Кралицата изпада в депресия и умствено объркване и не може да участва повече в дворцовия живот. През януари 1713 г. нейният съпруг, няколко седмици преди смъртта му, я закарва в Первенитц в Хавеланд. Неговият наследник, крал Фридрих Вилхелм I, изпраща болната жена обратно при нейната фамилия в Мекленбург. Там тя живее първо в двореца в Грабов, след това малко в Нойщат-Глеве и по-късно в двореца в Шверин, където умира 1735 г. на петдесет години. София Луиза е погребана в Шелф-църквата Св. Николай в Шверин.
През 1712 г. тя подарява църквата Св. София в Берлин Мите.

## Галерия
- София Луиза
- София Луиза фон Мекленбург-Шверин, 1709
- Кралица София Луиза Пруска